# Kraftwagenbetriebswerk

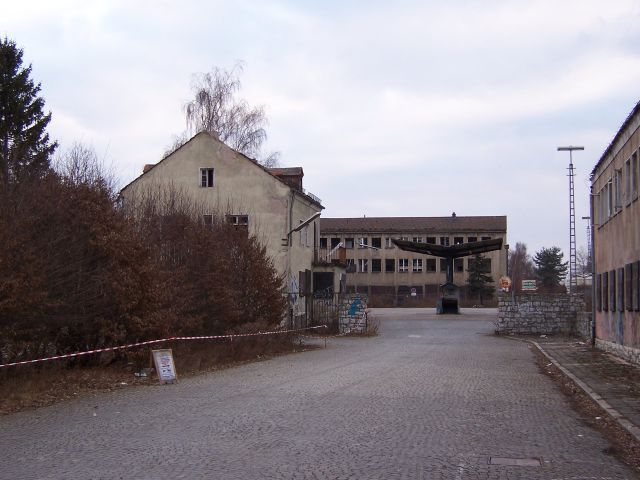
Ehemalige Tankstelle im aufgelösten Kbw Nürnberg (2009)

Als Kraftwagenbetriebswerk (Kbw) wurde bei der deutschen Eisenbahn eine Arbeitsstätte bezeichnet, die für die Wartung und Instandsetzung der eigenen Kraftomnibusse, Lastkraftwagen und sonstiger motorgetriebenen Straßenfahrzeuge zuständig war. 
Als die ersten Linienbusse und Lastkraftwagen der Deutschen Reichsbahn 1933 in Betrieb genommen wurden, entstanden daraufhin die Kraftwagenbetriebswerke, die für die Wartung, kleinere Reparaturen, die Ergänzung von Betriebsstoffen und für die Reinigung der Fahrzeuge zuständig waren.
Ein Kbw war oft an ein Bahnbetriebswerk angegliedert und für die Organisation der Einsätze der Fahrzeuge und des Fahrpersonals zuständig. 

## Deutsche Bundesbahn 1949–1993

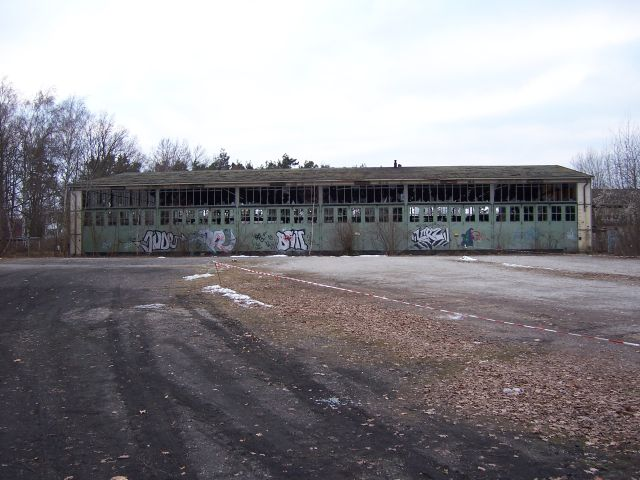
Ehemalige Fahrzeughalle im aufgelösten Kbw Nürnberg (2009)

Bis zur Privatisierung und Umorganisation des Omnibusverkehrs der Deutschen Bundesbahn 1990 waren die Kraftwagenbetriebswerke, die neben der betriebstechnischen Abwicklung des Busverkehrs für die Wartung anderer Kraftfahrzeuge der DB zuständig, zum Beispiel für die Lastkraftwagen des DB-eigenen Güterfernverkehrs und die Fahrzeuge des Schwerlastverkehrs, Straßenroller und Zugmaschinen. Die DB Schwertransportgruppe (Straße-Schiene) war jedoch bundesweit in Hagen stationiert und nicht mehr auf einzelne Standorte verteilt.  
In den Kraftwagenbetriebswerken wurden Hauptuntersuchungen von DB-eigenem Personal ausgeführt, es gab zudem einige DB-Fahrschulen. Kleinere Einsatzgruppen waren als K-Gruppe den Bahnbetriebswerken zugeordnet, beispielsweise in Hameln. Kraftwagenbetriebswerke gab es unter anderem in Nürnberg, Hannover, Hamburg, Bremen, Braunschweig und Kassel.

## Deutsche Reichsbahn 1949–1993
Bei der Deutschen Reichsbahn gab es Kraftwagenbetriebswerke, die für die Wartung und Instandsetzung aller bahneigenen Kraftfahrzeuge zuständig waren. Dazu zählten weniger die eisenbahnergänzenden Busse oder LKWs, sondern vor allem die internen technischen Entstör-, Liefer- und Versorgungsfahrzeuge und andere Dienstwagen.

## Deutsche Bahn AG
Ab 1994 wurden die Kraftfahrzeuginstandsetzung und -disposition neu geordnet. Der noch vorhandene eigene Fahrzeugpark wurde dem neuen Bereich DB FuhrparkService übertragen.